# Ptycerata
Ptycerata é um gênero de traça pertencente à família Agonoxenidae.